# Terhelt Terkel
A Terhelt Terkel (dánul Terkel i knibe) dán animációs film. A filmet több nyelvre lefordították már, így norvégra, svédre, hollandra, angolra, németre, olaszra, ukránra és magyarra (Magyarországon DVD-n is kiadták). Magyarul hárman szinkronizálták az összes hangot, dánul csak egy ember, Anders Matthesen. a magyar hangokat Ganxsta Zolee, Nacsa Olivér és Harsányi Levente adta.

## Cselekmény
|  | Alább a cselekmény részletei következnek! |

Terkel egy normális hatodikos fiú egy névtelen dán kisvárosban. Legjobb barátja Jason, aki egy vasrudat hord állandóan magával. Terkel és Jason épp leül egy padra, miközben Terkel egy pókot is agyonnyom ezáltal. Épp akkor jön egy pandapulcsis idegen, aki azt reklamálja, hogy megölt egy pókot. Terkelt ez nem érdekli, innentől kezdődnek a rémálmok…
Az idegen, aki korábban rászólt Terkelre, hirtelen kisegítő tanárként jelenik meg Terkel osztályában, mivel a korábbi tanárnőjüket elütötték az autópályán. Terkel még nem sejtette, hogy ezt az ismeretlen tanár, akit ezentúl Gunnarnak hívunk, tette el a tanárnőt láb alól, hogy bejuthasson az osztályba. Terkel szülei második lakodalmukat tartják, és az osztály két rosszcsontja, Sten és Szaki arra kényszerítik Terkelt, hogy lopjon ki nekik sört. Mivel kifelé jövet Terkel elejti az üveget, a morcos és temperamentumos (és kicsit már részeg) nagybátyja, Stuart bácsi megy ki és veri agyon a két lurkót, akik persze ezt Terkelen akarják majd számonkérni.
Egy nap, mikor Sten és Szaki már eleget zaklatták Terkelt, az osztályban hájas disznónak nevezett dagi Doris egy levelet ad át Terkelnek, melyben kifejti, hogy mennyire szereti és már csak miatta van életben, annyian szekálták már, de mivel Terkel jó színben akar feltűnni a fiúk előtt, azt mondja, nem érdeklik a hájas görények, erre Doris kiugrik az ablakon.
Gunnar kitalálja, hogy elmennek pettyes gőtét nézni a közeli erdőbe. Mielőtt útnak indulnának, Terkelnek mindenfajta rémálmai vannak, víziói, és még valaki egy téglát is behajít a szobájába, a falra vörös festékkel fenyegető üzeneteket ír. A buszon a kirándulásra menet Gunnar énekel nekik, majd – mivel Szakiék mellé ült a buszon – Jasontól eltávolodik Terkel. Jason közben rájön, hogy az egyik lány, aki csapta neki a szelet, milyen jó fej, de csak nagy nehezen éri el, hogy a lány újra elfogadja őt. Közben Terkel beköltözik Szakiék sátrába, elmondja nekik éjjel, hogy mi történik vele, és akkor kap egy sms-t, amit Jason mobiljáról küldtek neki. Mivel azt hiszi, Jason akarja megölni, elrohan Gunnarhoz, akivel elmegy az erdőbe beszélgetni. Mutatja neki az sms-t, majd megcsörgeti a számot, de a készülék Gunnarnál csörög. Terkel menekül, az erdőben összefut Stuart bácsival, aki pálinkáért megy, így nem segít neki. Terkel segítségére végül Jason érkezik, aki használja végre a vasrúdját, de egy fejbecsapás nem volt elég Gunnar hatástalanítására, ki addig piszkálja őket, míg végül a felrepülő majd aláhulló vasrúd a fejében áll meg.
Érdekesség, hogy a rajzfilm végén külön rajzfilmes bakikat is csináltak, mintha a szereplők igazi színészek lennének. Terkel apja, aki a filmben végig csak azt tudta mondani, hogy Nem., a bakik között nem tudja megjegyezni ezt.
|  | Itt a vége a cselekmény részletezésének! |

## Díjak
A Terhelt Terkel 2005-ben számos díjra volt jelölve. A dán Robert fesztiválon elnyerte a közönség díját, a legjobb rajzfilm díját, a legjobb forgatókönyv díját. A legjobb filmnek járó Bodil-díjat is elhozta.